# 존 테일러 가토
존 테일러 가토(John Taylor Gatto, 1935년 12월 15일 ~ 2018년 10월 25일)는 미국의 퇴직한 선생이자 저자이다. 미국의 교육 역사에 관한 책을 썼다. 뉴욕주의 올해 교사 상을 2번을 받았다. 의무 학교 본성에 대해 비판을 하고 있는 운동가이다.